# Bertil Jansson (kulstötare)
Oskar Bertil Petrus Jansson, född 29 juni 1898 i Jönköping, död 25 september 1981 i Hedvigs församling i Norrköping, var en svensk kulstötare. Han tävlade först för KFUM:s IA (1916) och sedan huvudsakligen för Örebro SK. År 1923 tävlade han dock för IFK Stockholm. I slutet av sin karriär (från 1929) representerade han IFK Norrköping.
Jansson, som var civilekonom och auktoriserad revisor, hade tjänst som lektor vid Norrköpings handelsgymnasium mellan 1928 och 1951. Därefter innehade han en egen revisionsbyrå. Han är gravsatt i minneslunden på Krematorielunden i Norrköping.

## Främsta meriter
Jansson var Nordens bäste kulstötare under ett antal år på 1920-talet.
Han vann totalt 15 svenska mästerskap i kulstötning, och satte svenskt rekord nio gånger.

## Karriär
Jansson vann sitt första svenska mästerskap 1916, i grenen kulstötning (sammanlagt), med resultatet 23,87. År 1917 toppade han Sverige-statistiken i kulstötning (bästa hand) med 13,38. Även 1918 och 1919 vann han SM i kulstötning (sammanlagt), med resultaten 25,30 resp 25,54.
År 1920 slog han svenskt rekord i kulstötning (sammanlagt) med 26,57. Det var Einar Nilsson som hade det gamla rekordet från 1913 på 26,03. Jansson förbättrade senare på säsongen sitt rekord vid SM, som han vann med 26,79. År 1921 satte Jansson åter svenskt rekord i kulstötning (sammanlagt), och åter gjorde han det vid SM, som han vann på 27,32. Detta år slog han också den 20 augusti Einar Nilssons svenska rekord i kulstötning (bästa hand) från år 1913 (14,20) genom en stöt på 14,39.
År 1922 vann Jansson SM i kulstötning (sammanlagt) med 26,86. Han satte också svenskt rekord i grenen med 27,36. Han vann 1923 års SM i kulstötning (sammanlagt) med 26,43. Han förbättrade också den 8 september sitt eget rekord i kulstötning (bästa hand) till 14,45. År 1924 vann Jansson för åttonde gången SM i kulstötning (sammanlagt), på resultatet 26,80. Han vann också SM i den för svenska mästerskapen nya grenen kulstötning (bästa hand) med en stöt på 14,11. Under året slog han även sitt eget svenska rekord i kulstötning (sammanlagt) med 27,67, vilket är det sista noterade rekordet i denna gren. Han förbättrade sitt svenska rekord i kulstötning (bästa hand) med en stöt på 14,80 den 2 augusti.
År 1925 vann han återigen SM i bägge kulstötningsgrenarna, den här gången med resultaten 26,65 resp 14,10. Detta var sista gången SM-medaljer gavs i grenen kulstötning (sammanlagt). Under åren 1926 till 1929 vann Jansson SM i kulstötning (bästa hand) varje år. Resultaten var 13,94, 14,23, 13,08 resp 13,96. Den 10 september 1927 satte han en sista gång svenskt rekord, i det att han med en stöt på 15,08 var först i Sverige över 15 meter. Rekordet skulle komma att stå sig till 1933 då Samuel Norrby förbättrade det.
Bertil Jansson blev 1928 retroaktivt utsedd till Stor grabb nummer 31.
Jansson toppade Sverige-statistiken i kulstötning (bästa hand) under åren 1917–1927.